# Björn Törnblom
Björn Gottfrid Törnblom, född 6 juli 1918 i Kristinehamn, död 21 april 1999 i Järfälla kommun, Uppland, var en svensk ingenjör och flygplanskonstruktör.
Efter avslutade studier vid KTH 1942 anställdes han som beräkningsingenjör vid flygförvaltningens verkstad på Bromma. Där kom han att arbeta under Bo Lundberg med belastningsberäkningar för flygplanet FFVS J 22. Han var anställd vid Skandinaviska Aero i Norrtälje 1943–1945 som konstruktionschef för BHT-1. När företaget upphörde med flygplanstillverkning kvarstod han som teknisk chef för företagets trafikflygplan. 
År 1948 köpte SAS företaget och han följde med till SAS som överingenjörsassistent, ett år senare blev han produktionschef, direktör och driftschef 1956. Han var vice verkställande direktör för bolaget 1969–1981. Internationellt var han ledamot i IATAs Technical Commission 1970–1982. Törnblom är gravsatt på Järfälla kyrkogård.